# Wanchai Jarunongkran
Wanchai Jarunongkran (tiếng Thái: วันชัย จารุนงคราญ, sinh ngày 18 tháng 12 năm 1996), còn được biết với tên đơn giản Chai (tiếng Thái: ไช้) là một cầu thủ bóng đá người Thái Lan thi đấu ở vị trí Hậu vệ trái cho câu lạc bộ Giải bóng đá Ngoại hạng Thái Lan Bangkok United.

## Sự nghiệp quốc tế
Vào tháng 12 năm 2017, anh thi đấu cho U-23 Thái Lan ở Cúp M-150 2017 và đội hình tham dự Giải vô địch bóng đá U-23 châu Á 2018 ở Trung Quốc.